# Abdelmumin Aya
Abdelmumin Aya o Vicente Haya, (Sevilla, 1962) és Doctor en Filosofia, especialista en filosofia islàmica, i traductor de texts de literatura japonesa, especialment haikus.

## Publicacions

### Llibres sobre l'islam
- Islam para ateos. Ed. Palmart. València, 2004.
- El secreto de Muhammad (La experiencia chamánica del profeta del Islam). Ed. Kairós. Barcelona, 2006.[1]
- 99 preguntas básicas sobre el Islam. Ed. CDPI. Còrdova, 2006.
- Diccionario de las tres religiones (Judaísmo, Cristianismo e Islam). (En coautoria amb Javier Pikaza). Ed. Verbo Divino. Estella, 2009.
- Cent quinze hadisos qudsi (Dites del profeta Muhàmmad). (En coautoria amb José Francisco Durán Velasco). Ed. Llibres de l'index. Barcelona, 2009.
- El Dios de la perplejidad (en coautoria amb José Manuel Martín Portales). Ed. Herder. Barcelona, 2010.
- El Islam no es lo que crees. Ed. Kairós. Barcelona, 2010.[1]
- Palabras de humo. Ed. El Olivo. Madrid, 2012.
- Islam sin Dios. Ed. Kairós. Barcelona, 2012.
- El arameo en sus labios (Saborear los Evangelios en la lengua de Jesús). Ed. Fragmenta. Barcelona, 2012.
- El tiempo de la baraka. Ed. Almuzara. Córdoba, 2014.

### Traduccions
- Taneda Santôka. El corazón del haiku; Saborear el agua: 100 haikus de un monje zen (mizu o ajiwau). Ed. Hiperion. Madrid, 2004[1]
- Haikus japoneses de vuelo mágico. Ed. Azul. Barcelona, 2005.[1]
- Taneda Santôka. El monje desnudo. Ed. Miraguano. Madrid, 2006.[1]
- El espacio interior del haiku. Ed. Shinden. Barcelona, 2004.[1]
- Haiku: la vía de los sentidos. Ed. Alfons el Magnànim. València, 2005.[1]